# 1841
Năm 1841 (MDCCCXLI) là một năm bắt đầu từ ngày thứ sáu theo lịch lịch Gregory hoặc năm bắt đầu từ ngày thứ tư chậm 12 ngày theo lịch Julius.

## Sự kiện
- 11 tháng 2 – Sau khi vua Minh Mạng băng hà, hoàng tử trưởng là Miên Tông lên ngôi lấy niên hiệu là Thiệu Trị, trở thành hoàng đế thứ ba của nhà Nguyễn.

## Sinh
- 25 tháng 2 - Pierre-Auguste Renoir, họa sĩ người Pháp. (m. 1919)
- 16 tháng 4 – Nguyễn Phúc Trang Tường, phong hiệu Bình Long Công chúa, công chúa con vua Minh Mạng (m. 1864).
- 13 tháng 5 – Nguyễn Phúc Miên Lịch, tước phong An Thành vương, hoàng tử con vua Minh Mạng (m. 1919).
- 8 tháng 7 – Nguyễn Phúc Phúc Tường, phong hiệu Nghi Xuân Công chúa, công chúa con vua Minh Mạng (m. 1865).
- Không rõ – Nguyễn Phúc Trinh Huy, phong hiệu Xuân Lâm Công chúa, công chúa con vua Thiệu Trị (m. 1858).
- Không rõ – Nguyễn Phúc Lương Huy, phong hiệu Tự Tân Công chúa, công chúa con vua Thiệu Trị (m. sau năm 1899).

## Mất
- 20 tháng 1 – Vua Minh Mạng, miếu hiệu Thánh Tổ, hoàng đế thứ hai của nhà Nguyễn (s. 1791).
- 1 tháng 12 – Nguyễn Phúc Gia Tiết, phong hiệu Mỹ Ninh Công chúa, công chúa con vua Minh Mạng (s. 1823).
- Không rõ – Quan Thiên Bồi, tướng nhà Thanh, thiệt mạng trong Chiến tranh Nha phiến.